# Cantonul La Rochefoucauld
Cantonul La Rochefoucauld este un canton din arondismentul Angoulême, departamentul Charente, regiunea Poitou-Charentes, Franța.

## Comune
- Agris
- Brie
- Bunzac
- Chazelles
- Coulgens
- Jauldes
- Marillac-le-Franc
- Pranzac
- Rancogne
- Rivières
- La Rochefoucauld (reședință)
- La Rochette
- Saint-Projet-Saint-Constant
- Taponnat-Fleurignac
- Vilhonneur
- Yvrac-et-Malleyrand